# Зіябар (дегестан)
Зіябар (перс. ضیابر) — дегестан в Ірані, в Центральному бахші, в шагрестані Совмее-Сара остану Ґілян. За даними перепису 2006 року, його населення становило 11387 осіб, які проживали у складі 3234 сімей.

## Населені пункти
До складу дегестану входять такі населені пункти:
- Ака-Махале-Багамбар
- Багамбар
- Біджаркан
- Біше-Ґах
- Біше-Ґах-е-Багамбар
- Біше-Сара
- Джірсар-е-Багамбар
- Джірсар-е-Новдег
- Ерам-Садат
- Есфакан-Сар
- Есфанд
- Зіябар
- Караба
- Катемджан-е-Матамеді
- Катемджан-е-Сеєд-Абд-уль-Вагабі
- Катемджан-е-Юсефалі
- Лалом
- Ларсар
- Лашмар-Замах
- Мааф-Вазірі
- Мазандаран-Махале-Багамбар
- Міян-Ґаскар
- Новдег
- Новпашан
- Санґ-е-Біджар-Баст-Багамбар
- Сареме
- Талеш-Махале-Багамбар
- Фатме-Сар
- Халіфе-Кенар
- Хошк-е-Рудбар
- Чакувар
- Шафт-Махале